# Alekseï Saltykov
Pour les articles homonymes, voir Saltykov.
Alekseï Aleksandrovitch Saltykov (russe : Алексе́й Алекса́ндрович Салтыко́в), né le 13 mai 1934 à Moscou et mort le 8 avril 1993 dans la même ville, est un réalisateur et scénariste soviétique et russe,.

## Filmographie

### Réalisateur
- 1961 : Mon ami Kolka (Друг мой, Колька!), coréalisé avec Aleksandr Mitta
- 1962 : Bats, tambour ! (ru) (Бей, барабан!)
- 1964 : Président (Председатель)
- 1967 : Le Royaume des femmes (ru) (Бабье царство)
- 1969 : Le Directeur (ru) (Директор)
- 1970 : Et c'était le soir, et c'était le matin (ru) (И был вечер, и было утро...)
- 1972 : La Sibérienne (ru) (Сибирячка)
- 1973 : Sans retour (ru) (Возврата нет)
- 1975 : La Famille Ivanov (ru) (Семья Ивановых)
- 1978 : Emelian Pougatchev (ru) (Емельян Пугачев)
- 1982 : Absinthe, herbe amère (ru) (Полынь — трава горькая)
- 1984 : La Grande ville Novgorod (ru) (Господин Великий Новгород)
- 1986 : Le Cri du dauphin (ru) (Крик дельфина)